# Västfinska stammen
Västfinska stammen, V.S., var en finlandssvensk studentförening som bildades 1882 inom Västfinska avdelningen vid Helsingfors universitet.
Föreningen arbetade bland annat för folkbildningens höjande i Åboland och på Åland; grundade en folkhögskola i Pargas (1893), bybibliotek och läsestugor samt verkade för inrättandet av folkskolor. Föreningen  ersattes 1906 av Åbo avdelning (från 1924 Åbo nation), varefter föreningen fortbestod en tid framåt som en sällskapskrets för sina gamla medlemmar. 
Av medlemmarna i Västfinska stammen kan nämnas Carl Björkman, Tor Carpelan, Svante Dahlström, Karl Ekman, Guss Mattsson, Julio Reuter, Odo Reuter och Alfons Takolander.